# Vindemiatrix
Vindemiatrix (Èpsilon de la Verge / ε Virginis) és el nom d'un estel de magnitud aparent +2,83, la tercera més brillant de la constel·lació de la Verge, després d'Spica (α Virginis) i Porrima (γ Virginis) —considerant conjuntament les dues components d'aquest últim. Ocupa el lloc 145 entre els estels més brillants del cel nocturn.
Està situat a 110 anys llum del Sistema Solar i el seu màxim acostament tindrà lloc dins de 220.000 anys, quan estarà a 104 anys llum. En aquest moment la seva lluentor aconseguirà magnitud +2,74.

## Nom
Vindemiatrix, traducció al llatí del grec Protrugeter, Protrugetes o Trugeter, significa «la veremadora». Amb aquest nom figura en les Taules alfonsines, i ha prevalgut fins als nostres dies. Anteriorment, durant l'Imperi romà, va ser coneguda com a Vindemiator, Vindemitor i Provindemiator; la seva sortida matutina a primera hora a la fi d'agost marcava el moment de començar la collita del raïm. Un altre nom que rep aquest estel és Protrigetrix, utilitzat per l'astrònom italià Giovanni Battista Riccioli al segle xvii.
Almuredín i Alaraph són noms d'origen àrab que també s'utilitzen per designar a aquest estel. A la Xina era coneguda com a Tsze Tseang, «el segon general».
Juntament amb Minelava (δ Virginis), Zaniah (η Virginis) i Porrima (γ Virginis) formava un grup d'estels conegut en l'antiga Aràbia com Al 'Awwa', que sembla que representava una caseta per a gossos o un gos lladrant.

## Característiques físiques
Vindemiatrix és un gegant groc de tipus espectral G8 III amb una temperatura superficial de 5040 K. Té una lluminositat 83 vegades major que la del Sol i el seu radi és 11,4 vegades més gran que el radi solar. Les seves característiques són similars a les de Capella A, la component més brillant de α Aurigae. Gira sobre si mateix amb una velocitat de rotació projectada de 1,69 km/s. És una font important de raigs X, cosa que implica una gran activitat magnètica en la seva superfície. La radiació X emesa és 300 vegades major que la que emet el Sol, i només Capella (α Aurigae), Deneb Kaitos (β Ceti) i 24 Ursae Majoris la superen. Amb una massa de 2,6 masses solars, la seva edat s'estima en 560 milions d'anys, quan va començar la seva vida en la seqüència principal com un estel blanc-blavós de tipus B.
Vindemiatrix mostra una metal·licitat —abundància relativa d'elements més pesats que l'heli— aproximadament un 30 % major que la solar ([Fe/H] = +0,13). Altres elements avaluats com a manganès, coure i zinc són menys abundants que en el nostre estel, mentre que en l'altre extrem destaca el seu elevat contingut de nitrogen i plom ([Pb/Fe] = +0,50).
Existeix evidència que Vindemiatrix forma part del grup de les Híades, associat amb el cúmul del mateix nom en la constel·lació de Taure.